# 民事訴訟規則
民事訴訟規則（みんじそしょうきそく）は、日本における民事訴訟手続において、日本国憲法第77条1項、民事訴訟法第3条の委任により、最高裁判所が定めた最高裁判所規則。法律である民事訴訟法の下位規範としての性質を有する。現行のものは1956年（昭和31年）に最高裁判所規則第2号として定められた現在「旧民事訴訟規則」と呼ばれているものを全面改正する形で1996年（平成8年）12月17日に最高裁判所規則第5号として公布されたものである。